# Seiphora
Seiphora is een geslacht van halfvleugeligen uit de familie Aphrophoridae. De wetenschappelijke naam van dit geslacht is voor het eerst geldig gepubliceerd in 1942 door Matsumura.

## Soorten
Het geslacht Seiphora  is monotypisch en omvat slechts de volgende soort:
- Seiphora seitonis Matsumura, 1942